# Arthur Max
Arthur Max (New York, 1º maggio 1946) è uno scenografo statunitense.
Noto per la sua collaborazione con il regista Ridley Scott, ha ricevuto quattro candidature ai Premi Oscar nella categoria "migliore scenografia": nel 2001 per Il gladiatore, nel 2008 per American Gangster, nel 2016 per Sopravvissuto - The Martian e nel 2024 per Napoleon.

## Filmografia parziale
- Seven, regia di David Fincher (1995)
- Soldato Jane (G.I. Jane), regia di Ridley Scott (1997)
- Il gladiatore (Gladiator), regia di Ridley Scott (2000)
- Black Hawk Down - Black Hawk abbattuto (Black Hawk Down), regia di Ridley Scott (2001)
- Panic Room, regia di David Fincher (2002)
- Le crociate - Kingdom of Heaven (Kingdom of Heaven), regia di Ridley Scott (2005)
- American Gangster, regia di Ridley Scott (2007)
- Nessuna verità (Body of Lies), regia di Ridley Scott (2008)
- Robin Hood, regia di Ridley Scott (2010)
- Prometheus, regia di Ridley Scott (2012)
- The Counselor - Il procuratore (The Counselor), regia di Ridley Scott (2013)
- Exodus - Dei e re (Exodus: Gods and Kings), regia di Ridley Scott (2014)
- Sopravvissuto - The Martian (The Martian), regia di Ridley Scott (2015)
- Tutti i soldi del mondo (All the Money in the World), regia di Ridley Scott (2017)
- The Last Vermeer, regia di Dan Friedkin (2019)
- The Last Duel, regia di Ridley Scott (2021)
- Napoleon, regia di Ridley Scott (2023)